# Pierre Broodcoorens
Pierre Broodcoorens (Brussel, 1885 - Terhulpen, 1924) was een in het Frans schrijvende Vlaamse schrijver, van Oost-Vlaamse afkomst maar geboren in Brussel. Hij was dichter, dramaturg en romancier, en werd beïnvloed door Georges Eekhoud en Camille Lemonnier. Hij is vrijwel volledig in vergetelheid geraakt.
Hij was een overtuigd socialist en Vlaams-nationalist. In werken zoals Le carillonneur des esprits en Le sang rouge des Flamands brengt hij hulde aan de Vlaamse weerstand tegen verdrukking en bezetting door vreemde mogendheden (Fransen, Spanjaarden). 

## Werken
- Eglesygne et Flourdelys. Pièce en trois actes, en vers blancs
- La Mer. Légende lyrique en quatre parties
- Le Roi de la nuit
- Le coin des Tisserands
- La foi du doute: poèmes
- Le miroir des roses spirituelles
- Boule-Carcasse
- Petit Will
- La Parabole du figuier stérile
- Histoires merveilleuses
- Le brave sergent Champagne
- Seigneur Polichinelle, récits
- Le siège de Berlin
- Le roi aveugle
- Les Rustiques
- Le carillonneur des esprits
Deze dichtbundel bestaat uit vijf delen: "Clocke Roeland"; "Les Soleils d'antan"; "Les Orages passants"; "Les Deuillants processionnaires"; "les Horizons précurseurs".
- Le sang rouge des Flamands
Deze roman verscheen in 1914 als feuilleton in het socialistische dagblad Le Peuple. Tijdens de Eerste Wereldoorlog verscheen in Berlijn een Duitse vertaling, Rotes Flamenblut, die door de Duitse bezetter, tegen de wil van de auteur in, gebruikt werd als propagandamiddel. Broodcoorens schijnt hieronder erg geleden te hebben en er in 1918 een zenuwinzinking door gehad te hebben.

## Referentie
- Graziana Geminiani, Pierre Broodcoorens: uno scrittore tra la Fiandra e la Germania Annali Online di Ferrara - Lettere Vol. 1 (2006), 147-160.

- Gemeinsame Normdatei: 127637087
- International Standard Name Identifier: 0000 0000 2604 9516
- Virtual International Authority File: 316392054
- WorldCat: E39PBJbtrdc93ycJhVMXMr9hpP